# Chiesa di San Domenico (Macao)
La chiesa di San Domenico (in portoghese: Igreja de São Domingos; in cinese: 玫瑰堂) è stata fondata con il nome completo di chiesa del convento dei dominicani di Nostra Signora del Rosario nel 1587 da alcuni frati domenicani provenienti dalla città di Acapulco, in Messico. Dal 2005 è parte del complesso di edifici storici appartenenti al centro storico di Macao iscritto nella lista dei beni patrimonio dell'umanità dell'UNESCO.
La chiesa è stata edificata con uno stile barocco ed è nota per essere un insieme di stile europeo e macaense. Si trova in largo San Domenico, a San Lorenzo vicino all'edificio della Casa del Senato.

## Storia
Nel 1644, la chiesa di San Domenico venne macchiata da un grave atto di sangue: un ufficiale spagnolo, contrario alla dissoluzione dell'Unione iberica e leale al re Filippo IV, vi cercò rifugio per sfuggire a una folla inferocita. Fu però raggiunto dagli inseguitori e assassinato ai piedi dell'altare maggiore mentre era in corso una funzione.
Nel 1707 i domenicani supportarono il papa durante la controversia dei riti cinesi, in opposizione al vescovo di Macao che provvide a scomunicare i frati. Quando vennero inviati dei soldati per catturare i frati, questi sprangarono le porte della chiesa e si arroccarono per tre giorni, lanciando sassi contro gli assedianti.
Il primo giornale in lingua portoghese stampato in Cina, dal titolo A Abelha da China ("L'ape della Cina") venne pubblicato per la prima volta nella chiesa di San Domenico il 12 settembre 1822. La chiesa venne però chiusa qualche anno dopo, nel 1834, in seguito alla soppressione dell'ordine e all'acquisizione dei suoi beni da parte del governo cittadino; la chiesa venne convertita in caserma, stalla e un ufficio per i lavori pubblici. Venne riaperta con l'insediamento di altri religiosi provenienti dall'Europa. Rinnovata completamente nel 1997, accanto alla chiesa venne aggiunto un museo di arte sacra.